# Donald C. Spencer
Donald Clayton Spencer (25 de abril de 1912 – 23 de diciembre de 2001) fue un matemático estadounidense conocido por su trabajo en el campo de la teoría de la deformación de las estructuras que surgen en geometría diferencial, y del tratamiento de varias variables complejas desde el punto de vista de las ecuaciones en derivadas parciales. Nació en Boulder (Colorado), y recibió su formación en la Universidad de Colorado y el MIT.

## Carrera
Realizó un doctorado sobre aproximaciones diofánticas bajo la supervisión de J. E. Littlewood y G.H. Hardy en la Universidad de Cambridge, que completó en 1939. Tuvo cargos en el MIT y en la Universidad de Stanford antes de su nombramiento en 1950 en la Universidad de Princeton. Allí participó en una serie de trabajos en colaboración con Kunihiko Kodaira sobre la deformación de estructuras complejas, que tuvo cierta influencia en la teoría de variedad compleja y la geometría algebraica, además de la concepción de espacio modular.
También se le pidió que formulara el problema DBAR, para el operador {\displaystyle {\bar {\partial }}} (véase forma diferencial compleja) en la teoría de ecuaciones diferenciales parciales, para extender la teoría de Hodge y las ecuaciones de Cauchy-Riemann n-dimensionales al caso no compacto. Esto se usa para mostrar teoremas de existencia para funciones holomorfas.
Más tarde trabajó los pseudogrupos y su teoría de la deformación, basándose en un nuevo enfoque de sistema sobredeterminado de ecuaciones diferenciales parciales (evitando las ideas de Cartan-Kähler basadas en la forma diferencial haciendo un uso de jets). Formulado a nivel de varias cadenas complejas, esto da lugar a lo que ahora se llama cohomología de Spencer, una teoría sutil y difícil tanto de estructura formal como analítica. Esta es teoría del tipo del complejo de Koszul, aceptada por numerosos matemáticos durante los años sesenta. En particular, surgió una teoría para la Ecuación de la mentira formulada por Malgrange, dando una formulación muy amplia de la noción de integrabilidad.

## Legado
Después de su muerte, se nombró un pico de montaña a las afueras de Silverton, Colorado, en su honor.

## Publicaciones
- Schaeffer, A. C.; Spencer, D. C. (1950), Coefficient Regions for Schlicht Functions, American Mathematical Society Colloquium Publications, Vol. 35, Providence, R.I.: American Mathematical Society, ISBN 978-0-8218-1035-4, MR 0037908.
- Schiffer, M. M.; Spencer, D. C. (1955), Functionals of Finite Riemann Surfaces, Princeton University Press.[3]
- Nickerson, H. K.; Spencer, D. C.; Steenrod, N. E. (1959), Advanced Calculus, Princeton, N.J.: Van Nostrand.[4]Dover reprint. 2011. ISBN 978-0-4864-8090-9; pbk
- Kumpera, A.; Spencer, D. C. (1972), Lie Equations: Volume I, General Theory, AM-73, Annals of Mathematical Studies, Princeton University Press, ISBN 978-0-6910-8111-3; pbk.
- Kumpera, A.; Spencer, D. C. (1974), Systems of Linear Partial Differential Equations and Deformation of Pseudogroup Structures, Les Presses de l'Université de Montréal.